# La joven (película de 1937)
La joven (若い人 Wakai hito?) es una película dramática japonesa de 1937 dirigida por Shirō Toyoda y escrita por Naoyuki Hatta. Está basada en la novela homónima de Yōjirō Ishizaka, que apareció de forma serializada entre 1933 y 1937 en la revista literaria Mita Bungaku.

## Sinopsis
En una escuela misionera para niñas, el profesor Masaki toma bajo su protección a Keiko Enami, una joven vivaz e inteligente. Keiko nunca conoció a su padre y fue criada por una madre disoluta. Después de un viaje de estudios a Tokio, se extiende por la escuela el rumor de que el profesor Masaki y Keiko están teniendo una aventura y que esta última está embarazada. A su regreso de la excursión, se extiende el rumor de que Keiko y Mazaki tuvieron una aventura y que ella está embarazada de él. La Sra. Hashimoto se distancia de Mazaki hasta que ve un certificado médico que niega el supuesto embarazo. 
Después de una pelea con su madre, que quiere que Keiko se convierta en cantinera de un bar como ella, Keiko se presenta en casa de Mazaki para acogerla. Mazaki se niega y le pide a la Sra. Hashimoto que le dé refugio, pero Keiko se niega a seguir a la Sra. Hashimoto, quien insta a Keiko a superarse a sí misma y a su educación. A pesar de sus propios sentimientos por Mazaki, la Sra. Hashimoto sugiere que se case con Keiko para salvarla. Mazaki responde que, en caso de que considerara esta posibilidad, solo sería por su responsabilidad como maestro de Keiko.

## Reparto

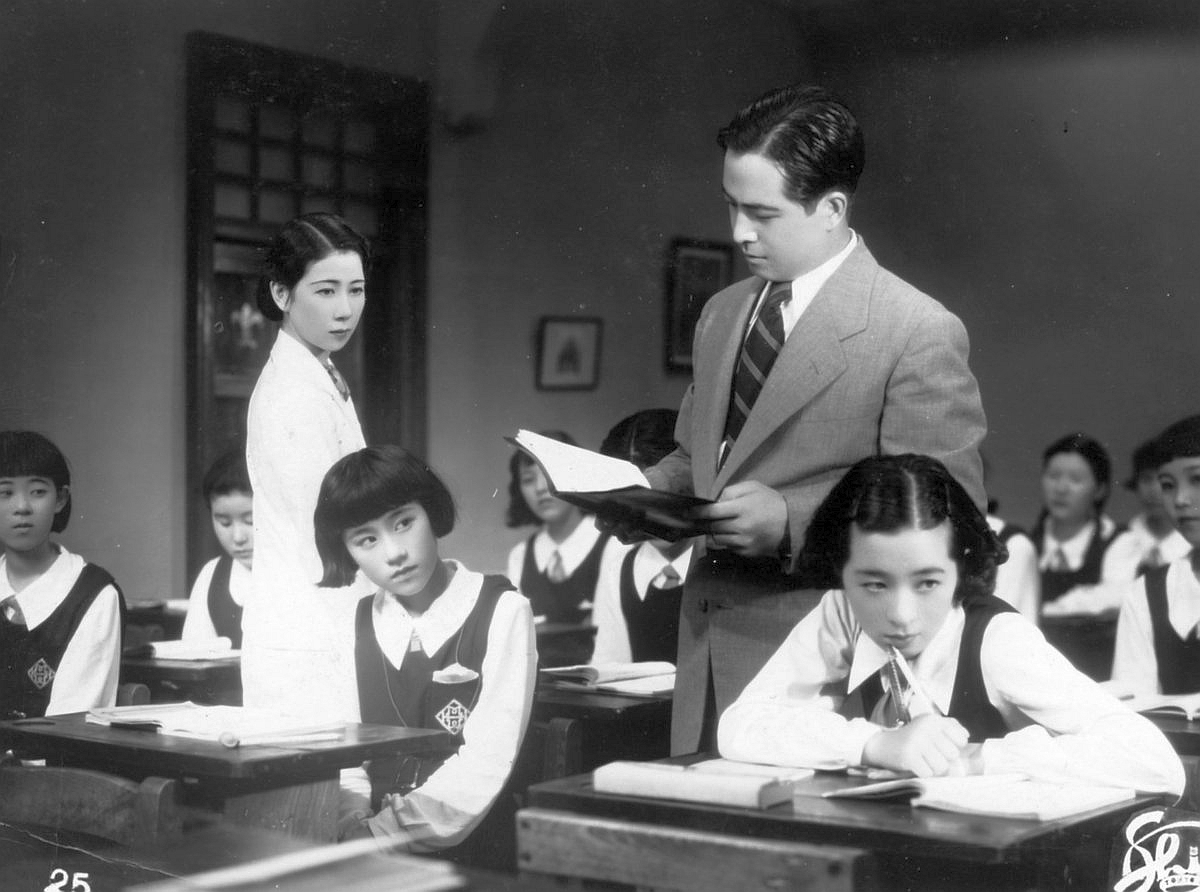
Shizue Natsukawa, Den Obinata y Haruyo Ichikawa en una escena del filme

- Shizue Natsukawa como Sumi Hashimoto
- Den Obinata como Mazaki
- Haruyo Ichikawa como Keiko Enami
- Yuriko Hanabusa como Hatsu, la madre de Keiko
- Chieko Inoue como la casera
- Chitose Hayashi como la madrastra de Hashimoto
- Tomoko Itō como la Sra. Yamagata
- Isamu Yamaguchi como Sasaki
- Kiyoshi Matsubayashi como el Dr. Yamakawa

## Recepción y legado
La película de Shirō Toyoda fue la primera de varias adaptaciones de la novela de Yōjirō Ishizaka y tuvo éxito tanto entre la crítica especializada como entre el público. El historiador de cine Donald Richie la calificó como una de las adaptaciones más importantes de obras del movimiento junbungaku ("literatura pura"), que proporcionó la fuente para las obras de directores como Toyoda, Heinosuke Gosho y Yasujirō Shimazu. En su libro sobre adaptaciones literarias en el cine japonés, Keiko I. McDonald, siendo bastante crítico con la película de Toyoda, señaló que no solo dejaba sin resolver los conflictos humanos de la novela, sino que también omitió por completo todas las implicaciones políticas como las inclinaciones izquierdistas radicales de Hashimoto, posiblemente debido a problemas de censura.
En 1994 se proyectó una versión subtitulada en inglés en Estados Unidos con el título The Young.